# Dury (Somme)
Dury is een gemeente in het Franse departement Somme (regio Hauts-de-France) en telt 1141 inwoners (1999). De plaats maakt deel uit van het arrondissement Amiens.

## Geografie
De oppervlakte van Dury bedraagt 11,0 km², de bevolkingsdichtheid is 103,7 inwoners per km².
De onderstaande kaart toont de ligging van Dury (Somme) met de belangrijkste infrastructuur en aangrenzende gemeenten.

## Demografie
Onderstaande figuur toont het verloop van het inwonertal (bron: INSEE-tellingen).